# Provincia de General Sánchez Cerro
La provincia de General Sánchez Cerro es una de las tres que conforman el departamento de Moquegua en el sur del Perú. Limita por el norte y por el oeste con el departamento de Arequipa, por el este con el departamento de Puno y por el sur con la provincia de Mariscal Nieto.
Desde el punto de vista jerárquico de la Iglesia católica, forma parte de la diócesis de Tacna y Moquegua, la cual, a su vez, pertenece a la arquidiócesis de Arequipa.

## Historia
Fue creada el 3 de abril de 1936, mediante la Ley n.º 8230, durante el gobierno del presidente Óscar R. Benavides.

## Geografía
Tiene una superficie de 5681,71 km².

## División administrativa
Esta provincia se divide en once distritos:
1. Omate
2. Chojata
3. Coalaque
4. Ichuña
5. La Capilla
6. Lloque
7. Matalaque
8. Puquina
9. Quinistaquillas
10. Ubinas
11. Yunga

## Población
La población censada en el año 2007 fue de 24 904 habitantes.

## Capital
La capital de la provincia es la ciudad de Omate.

## Autoridades

### Regionales
- Consejeros regionales
  - 2019-2022[4]

  1. Artemio Neptalí Flores Ventura (Acción Popular)
  2. Hugo Mamani Cabana (Frente De Integración Regional Moquegua Emprendedora, Firme)
  3. Job Samuel Ventura Bautista (Unión por el Perú)

### Municipales
- 2019-2022[4]
  - Alcalde: Luis Alberto Concha Quispitupac, de Acción Popular.
  - Regidores:

  1. Tomasa Bedregal Cuarite (Acción Popular)
  2. Floro Erasmo Ventura Cáceres (Acción Popular)
  3. Wacner López Mamani (Acción Popular)
  4. Elio Tomás Manuel Manuel (Acción Popular)
  5. Edith Asencio Rodríguez (Acción Popular)
  6. Dennis Víctor Mora Chire (Frente de Integración Regional Moquegua Emprendedora, Firme)
  7. Eduardo Ángel Ticona Arias (Unión por el Perú)

### Policiales
- Comisario: Mayor PNP Ricardo Alberto Valderrama Mendiola

## Festividades
- Marzo-abril: Semana Santa
- 3 de junio: Señor de las Piedades
- 22 de julio: Stma.Virgen María Magdalena-Lloque 2008 M. Calizaya
- 31 de julio: San Ignacio de Loyola
- 20 de agosto: San Bernardo
- 14 de octubre: Santa Fortunata